# Звездане стазе: Оригинална серија
Звездане стазе, касније, због појаве нових наставака, назване „Оригинална серија“, снимане су од 1966. до 1969. Основна радња серије, смештена у XXIII век, одигравала се на звезданом броду Ентерпрајз (USS Enterprise NCC-1701) током његове петогодишње мисије истраживања свемира. Основна идеја серије је да прикаже утопијско друштво будућности без међунационалних сукоба, без расне и ентичке мржње, као и неограничене могућности путовања бржег од светлости, међузвездане дипломатије, нових научно-техничких достигнућа и самопобољшање људске расе уопште.
Темеље серије поставили су разни писци научне фантастике под вођством продуцената Џина Роденберија (Gene Roddenberry) и Џина Куна (Gene Coon) и уреднице сценарија Дороти Фонтане (Dorothy Fontana), због чега се прва сезона серије генерално сматра најбољом. Квалитет серије знатно опада у трећој сезони, када јој се смањује буџет и када је напушта Џин Кун. Због тога је њено емитовање пребачено у мање популаран термин. Серија се укида на крају треће сезоне, мада је од самог почетка било иницијатива за њено укидање, и само је инсистирање њених поклоника спречило да се серија не укине већ после друге сезоне.

## Радња серије
Звездани брод Ентерпрајз је кренуо у петогодишњу мисију истраживања свемира. Команда брода је поверена капетану Џејмсу Тајбиријусу Кирку и његовој храброј посади који су гледаоце кроз 79 епизода водили кроз разне опасности путовања свемиром, прве контакте са непознатим, мирољубивим као и оним не-баш-тако-мирољубивим расама, путовања кроз време, сусрете са свемирским бићима итд.
Свака епизода почињала је сада већ познатом фразом:
Свемир, коначна граница. Ово су путовања Звезданог брода Ентерпрајз. Његова петогодишња мисија: да истражује чудне непознате светове, да тражи нови живот и нове цивилизације, да храбро иде тамо где још нико никада није био.

## Настанак
Звездане Стазе створио је Џин Роденбери 1964, обезбедивши трогодишњи уговор са телевизијском компанијом Desilu. По Роденберијевом оригиналном концепту главни лик серије је требало да буде капетан Роберт Април, заповедник брода Yorktown. Касније, овај лик је замењен ликом капетана Кристофера Пајка. Прва, пилот епизода, „The Cage“ (Кавез) снимљена је 1964.
Роденбери је прижељкивао мулти-етничку и мулти-расну посаду како би показао јединство планете Земље у XXIII веку, такође уводећи и ликове који нису припадали људској раси, као на пример Спок, официр за науку, а све то под заставом Уједињене Федерације Планета, која чини основу земаљског друштва будућности.
Друге иновације које је Роденбери увео у серију заснивале су се на научно-техничким достигнућима до којих је човечанство дошло за 300 година колико дели радњу Оригиналних Серија од Роденберијевог времена. То је укључивало Путовање брже од светлости (Ворп погон), Транспортере материје, фантастична оружја: фејзере, фотонска торпеда, дефлекторске штитове...
Пилот епизода је прво понуђена CBS мрежи која је епизоду одбила у прилог другој научно-фантастичној серији Lost in Space (Изгубљени у свемиру). Звездане Стазе су онда понуђене NBC мрежи која је серију прихватила и дозволила њено емитовање. Начињена је друга пилот епизода „Where No Man Has Gone Before“ (Где нико није био) и тако је серија добила свој мање-више коначни облик. Из прве пилот епизоде у другу пренесен је само лик поручника Спока, док су на остале бродске функције уведени нови ликови: Џејмс Т. Кирк као капетан, шеф инжињеринга Монтгомери Скот, као навигатор поручник Хикару Сулу, бродски лекар Леонард Мекој и официр за комуникације поручник Ухура. Роденберијева жеља за мултиетничком посадом је дошла до изражаја баш у присуству азијата Сулуа и африканке Ухуре.

## Епизоде
Укупно је емитовано 79 епизода које су се разликовале по тематици и по садржини. Неке су тотално антирелигијске као на пример „The Apple“ (Забрањено воће), „Who Mourns for Adonais?“ (Ко оплакује Адониза?) и „The Return of the Archons“ (Повратак архоната); друге као „Balance of Terror“ (Равнотежа страха) имају за главну тему тадашњи Хладни рат између Совјетског Савеза и Сједињених Држава замаскиран кроз односе Федерације и Ромуланске Звездане Империје или се баве проблемом путовања кроз време и његовим последицама као „Tomorrow is Yesterday“ (Сутра је јуче).

## Улоге
- Вилијам Шатнер — Џејмс Т. Кирк
- Ленард Нимој — Спок
- Дефорест Кели — Леонард Мекој
- Џејмс Дуан — Монтгомери Скот
- Нишел Николс — Ухура
- Џорџ Такеј — Хикару Сулу
- Волтер Кејниг — Павел Чехов (1967—1969)
- Мејџел Барет — Кристина Чапел